# Alexéi Domínguez
Alexéi Domínguez Figueroa (Apatzingán, Michoacán, México, 3 de enero de 2005) es un futbolista mexicano. Juega de extremo derecho y su equipo actual es el Club de Fútbol Pachuca de la Primera División de México.

## Trayectoria

### Club de Fútbol Pachuca
Jugó su primer partido, a nivel profesional, el día sábado 23 de septiembre de 2023 en el empate a cero goles contra el Club Deportivo Guadalajara, encuentro correspondiente a la novena jornada del Apertura 2023.